# Docalidia lugubris
Docalidia lugubris är en insektsart som beskrevs av Spångberg 1878. Docalidia lugubris ingår i släktet Docalidia och familjen dvärgstritar. Inga underarter finns listade i Catalogue of Life.